# Plößberg
Plößberg là một đô thị trong huyện Tirschenreuth bang Bayern, Đức.